# Nicolas Alexandre Barbier
Pour les articles homonymes, voir Barbier.
Nicolas Alexandre Barbier né le 18 octobre 1789 à Paris et mort le 4 février 1864 à Sceaux est un peintre français.

## Biographie
Sous-intendant militaire pendant la campagne de Russie, Nicolas Alexandre Barbier est blessé lors du passage de la Bérézina. Il participe encore à la campagne de Saxe, puis la bataille de Waterloo.
Rendu à la vie civile, il s'adonne à la peinture sous la direction de Xavier Leprince.
Il peint d'abord des sujets architecturaux, mais devient rapidement paysagiste. Il expose un grand nombre d'œuvres aux Salons de Paris entre 1824 et 1861.
Titulaire de la chaire de dessin au collège Henri IV, il devient professeur de peinture des enfants de Louis-Philippe Ier.
Il est nommé chevalier de la Légion d'honneur en 1842
Il meurt à son domicile à Sceaux le 4 février 1864 et est enterré au cimetière de Sceaux.

## Distinctions
- Chevalier de la Légion d'honneur par décret du 22 décembre 1842